# Muntjac comú
El muntjac comú (Muntiacus muntjak), també anomenat muntjac indi, és l'espècie més nombrosa de muntjac. Posseeix un pèl suau, curt i de color marró o gris, a vegades amb taques color crema. Aquesta espècie és omnívora; s'alimenta de fruits, brots, llavors i ous d'au, així com animals petits i fins i tot carronyes. Emeten sons similars als lladrucs d'un gos quan detecten un possible depredador.
El mascle de muntjac comú té unes banyes petites que arriben als 15 cm de longitud i amb només 1 branca. Els creixen anualment a partir d'una tija òssia al cap. Els mascles són molt territorials i poden ser ferotges per a la seva mida, lluiten entre si per defensar el territori tant amb les banyes com amb els ullals superiors, dents canines. També els fan servir contra l'atac d'alguns depredadors com ara els gossos.

## Subespècies
El muntjac comú habita per tot el Sud-est asiàtic. Existeixen fins a 15 subespècies d'aquest membre del gènere Muntiacus.
- M. m. annamensis, Indoxina
- M. m. aureus, Índia
- M. m. bancanus, Billiton i les illes de Banka
- M. m. curvostylis, Tailàndia
- M. m. grandicornis, Myanmar
- M. m. malabaricus, Índia i Sri Lanka
- M. m. montanus, Sumatra
- M. m. muntjak, Java i Sumatra
- M. m. nainggolani, Bali i Lombok
- M. m. nigripes, Vietnam i Hainan
- M. m. peninsulae, Malàisia
- M. m. pleicharicus, Borneo
- M. m. robinsoni, Bintan i les illes de Linga
- M. m. rubidus, Borneo
- M. m. vaginalis, Myanmar i sud de la Xina